# Sifanto

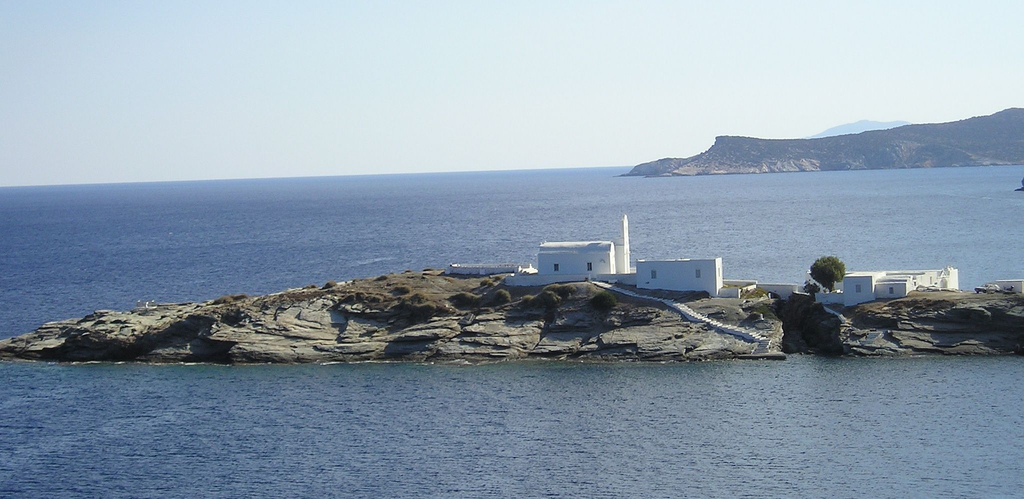
Monastero Chrysopigi

Sifanto o Sifno (in greco Σίφνος?, Sifnos) è un'isola della Grecia, quarta delle Cicladi occidentali per grandezza. Amministrativamente è un comune della periferia dell'Egeo Meridionale (unità periferica di Milo).

## Geografia fisica

### Territorio
L'isola è situata tra Serifo e Milo e ad ovest di Delo e Paro a circa 130 km dal Pireo. È montagnosa con valli fertili, belle spiagge (sia di sabbia che di sassi), numerose scogliere e diversi centri abitati.

### Clima
Il clima è tipicamente mediterraneo con estati calde e secche ed inverni miti e piovosi. Le temperature durante l'inverno scendono fino ai 2°-3° mentre nel periodo estivo arrivano fino ai 36°-38°.

## Storia e turismo
Abitata almeno dall'inizio del neolitico, dopo il XIII secolo a.C. (almeno) fu colonizzata dagli Achei-Micenei, che costruirono presso l'attuale monastero di Agios Andreas una piccola cittadina fortificata, oggi ben scavata e studiata.
Colonizzata poi da popolazioni di ceppo ionico, divenne in età arcaica una piccola ma ricca polis, grazie alle miniere di elettro (lega naturale di oro ed argento), con cui, tra l'altro, finanziò uno splendido tesoro a Delfi che gli fruttò un diritto di precedenza nella consultazione dell'oracolo. Fu anche una delle prime polis a coniare moneta, in argento e in elettro. Le miniere permisero una delle prime esperienze di redistribuzione delle ricchezze, visto che tutti i cittadini ricevettero uno "stipendio" dallo stato, pagato con i proventi delle miniere (in cui lavoravano degli schiavi). Verso il III secolo a.C. le miniere iniziarono ad esaurirsi, mentre i livelli inferiori si riempirono di acqua di mare, causando il declino dell'isola.
Fu alleata di Atene e membro fondatore della lega Delio Attica, per due volte subì l'occupazione persiana, nel primo caso per pochi giorni (480 a.C.), liberata subito dalla flotta ateniese, nel secondo fu liberata da Alessandro Magno, nella fase iniziale della sua invasione dell'Asia. Vi sorgevano due santuari, uno di Artemide e uno di Apollo, come in molte isole Cicladi.
Nel Lexicon del Suida (X sec.) leggiamo che nell’antichità gli abitanti di quest’isola erano considerati molto lascivi e particolarmente attratti dalle natiche umane; questa propensione sessuale infatti in greco si diceva sifnizzare (σιφνιάζειν), cioè 'comportarsi sessualmente come i sifnii'. C’era anche l’espressione 'libidine sifnea', (Σίφνιος ἀῤῤαβών, vocabolo quest’ultimo che, in tale significato di libidine, sopravvive ancor oggi in una sua derivazione nel dialetto napoletano, il quale, com’è noto, trova le sue prime origini non nel latino bensì appunto nell’antico greco. A Sifno è ambientato inoltre il mito di Arne, una donna che tradì il suo popolo per denaro, e fu per questo trasformata dagli dei in taccola.
In epoca romana e bizantina fu una piccola isola che visse ai margini del mondo, conquistata dai veneziani nel 1207, fu ripresa dai bizantini nel 1270, per poi essere catturata da un corsaro spagnolo nel XIV secolo e governata (dal 1532 come feudo ottomano) dai suoi discendenti, che, dal '400, per matrimonio, furono i bolognesi Gozzadini. Costoro, pur ellenizzandosi nella lingua e nelle abitudini, si mantennero cattolici fino all'estinzione della famiglia nel 1617, quando l'isola divenne direttamente un possedimento ottomano.
Conservò però ampia autonomia ed autogoverno, contribuendo con uomini e idee alla guerra d'indipendenza greca, tanto che il primo ministro dell'istruzione della Grecia indipendente era un suo cittadino.
Sede in passato di numerosi giacimenti minerari e caratteristica per la presenza dei suoi moltissimi monasteri, (per l'esattezza duecentoventisette, su una popolazione di circa duemila abitanti) è sempre stata menzionata per gli abili ceramisti che, da più di duemila anni, tramandano di generazione in generazione tecniche uniche di lavorazione e produzione della ceramica. Originaria dell'isola da parte di padre è la pittrice Alice Psacaropulo.
La popolazione si dedica soprattutto alla pesca e all'allevamento; solo negli ultimi anni, grazie soprattutto all'adeguamento delle proprie infrastrutture, ha conosciuto il turismo.
La cucina dell'isola è considerata una delle migliori delle Cicladi, alle tradizionali specialità della cucina greca si aggiunge quella tipica dell'isola: il "Mastello", agnello da latte cotto al forno con verdure. Gode di collegamenti veloci e giornalieri con il Pireo e molte altre isole elleniche.

## Amministrazione

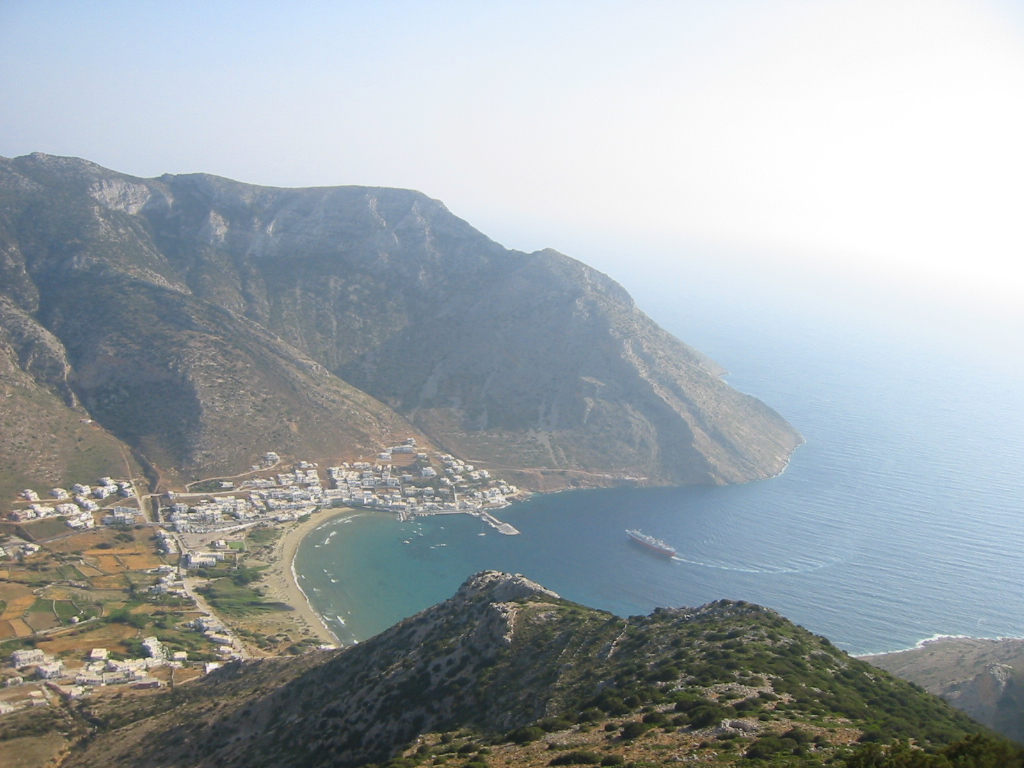
Porto Kamares

Il comune, al censimento 2001, contava 2 442 abitanti.
Tra le località principali sono da segnalare Apollonia, il centro abitato nel quale si concentra la maggior parte delle attività turistiche (ristoranti, pub, negozi) e Kastro, tipico villaggio delle Cicladi arroccato su scogli a picco sul mare ed Artemonas, con belle ville residenziali. Faros, Vathi, Kamares e Cheronissos sono piccoli villaggi abitati prevalentemente da locali.